# فريدريكستيد
فريدريكستيد هي بلدة، في الولايات المتحدة، تقع في جزر العذراء الأمريكية، بلغ عدد سكانها 732 نسمة.

## المناخ
يظهر الجدول التالي التغييرات المناخية على مدار السنة لفريدريكستيد:
| البيانات المناخية لـفريدريكستيد   | البيانات المناخية لـفريدريكستيد | البيانات المناخية لـفريدريكستيد | البيانات المناخية لـفريدريكستيد | البيانات المناخية لـفريدريكستيد | البيانات المناخية لـفريدريكستيد | البيانات المناخية لـفريدريكستيد | البيانات المناخية لـفريدريكستيد | البيانات المناخية لـفريدريكستيد | البيانات المناخية لـفريدريكستيد | البيانات المناخية لـفريدريكستيد | البيانات المناخية لـفريدريكستيد | البيانات المناخية لـفريدريكستيد | البيانات المناخية لـفريدريكستيد |
| الشهر                             | يناير                           | فبراير                          | مارس                            | أبريل                           | مايو                            | يونيو                           | يوليو                           | أغسطس                           | سبتمبر                          | أكتوبر                          | نوفمبر                          | ديسمبر                          | المعدل السنوي                   |
| --------------------------------- | ------------------------------- | ------------------------------- | ------------------------------- | ------------------------------- | ------------------------------- | ------------------------------- | ------------------------------- | ------------------------------- | ------------------------------- | ------------------------------- | ------------------------------- | ------------------------------- | ------------------------------- |
| متوسط درجة الحرارة الكبرى °ف (°م) | 82 (28)                         | 82 (28)                         | 84 (29)                         | 84 (29)                         | 86 (30)                         | 87 (31)                         | 87 (31)                         | 87 (31)                         | 87 (31)                         | 87 (31)                         | 86 (30)                         | 84 (29)                         | 85 (30)                         |
| متوسط درجة الحرارة الصغرى °ف (°م) | 69 (21)                         | 69 (21)                         | 69 (21)                         | 71 (22)                         | 73 (23)                         | 75 (24)                         | 75 (24)                         | 75 (24)                         | 75 (24)                         | 73 (23)                         | 71 (22)                         | 71 (22)                         | 72 (23)                         |
| الهطول إنش (مم)                   | 2.2 (56)                        | 1.9 (48)                        | 1.6 (41)                        | 2.6 (66)                        | 4.0 (100)                       | 2.7 (69)                        | 3.3 (84)                        | 4.3 (110)                       | 5.6 (140)                       | 5.4 (140)                       | 4.5 (110)                       | 3.6 (91)                        | 41.7 (1٬060)                    |
| المصدر: Weatherbase               |                                 |                                 |                                 |                                 |                                 |                                 |                                 |                                 |                                 |                                 |                                 |                                 |                                 |

## مدن توأم
المدن التوأم:
- مونتيسكودايو.

## أعلام
- سيريل كينغ
- جو كريستوفر
- هوراس كلارك
- آني دي تشابيرت
- خوسيه موراليس